# Real Escuela Andaluza del Arte Ecuestre

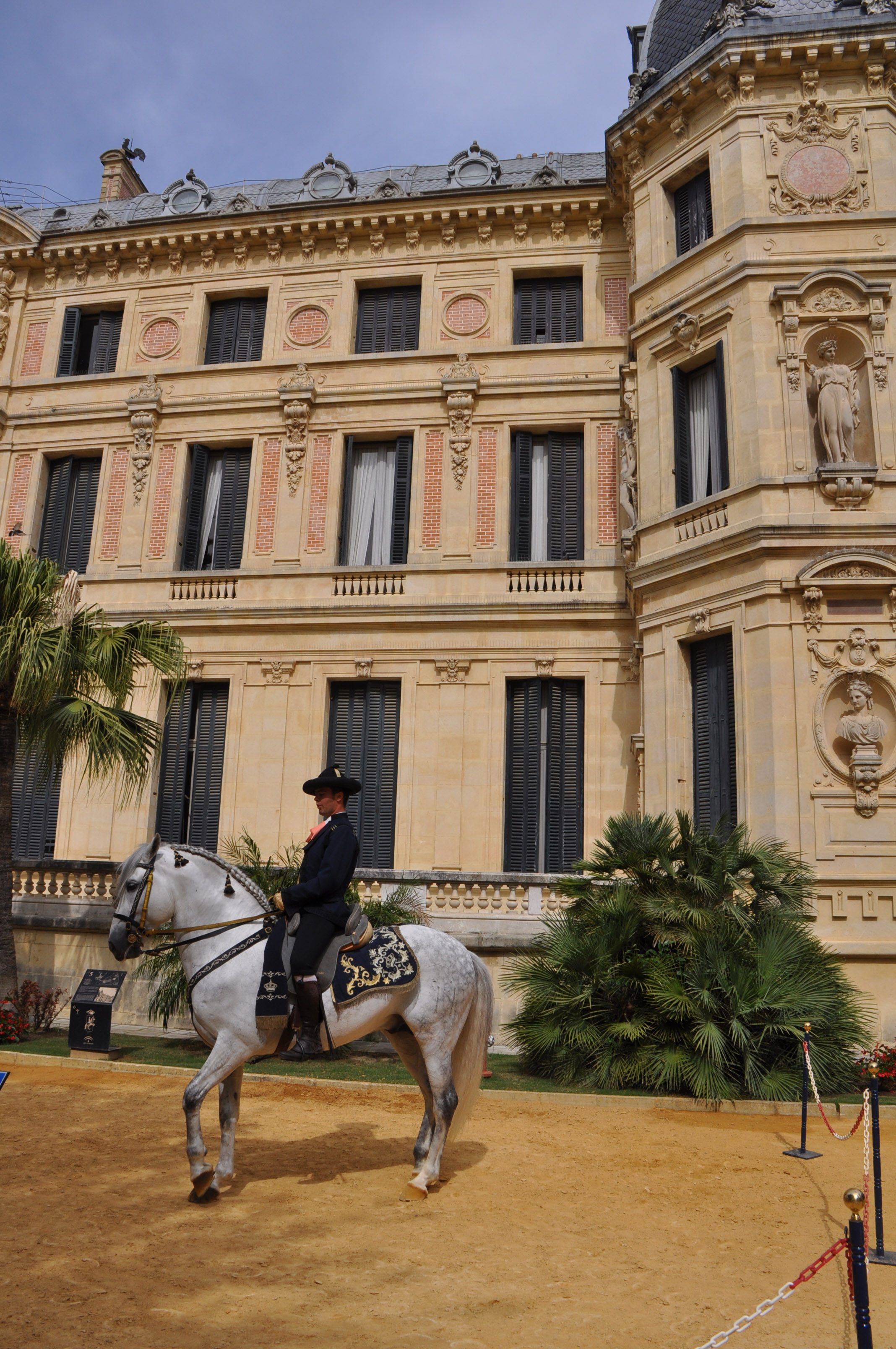
Jinete

La Real Escuela Andaluza del Arte Ecuestre es una institución española de doma clásica situada en Jerez de la Frontera, provincia de Cádiz (Andalucía, España). Entre sus objetivos destacan el mantenimiento de diversas formas de doma tradicional y del caballo andaluz.
Fundada por Álvaro Domecq Romero en 1973, tiene su sede en el Palacio Duque de Abrantes y depende de la Consejería de Turismo, Comercio y Deporte de la Junta de Andalucía. Desde 1987 el rey Juan Carlos I es su presidente de honor, lo que le confiere su título de «Real».

## Instalaciones

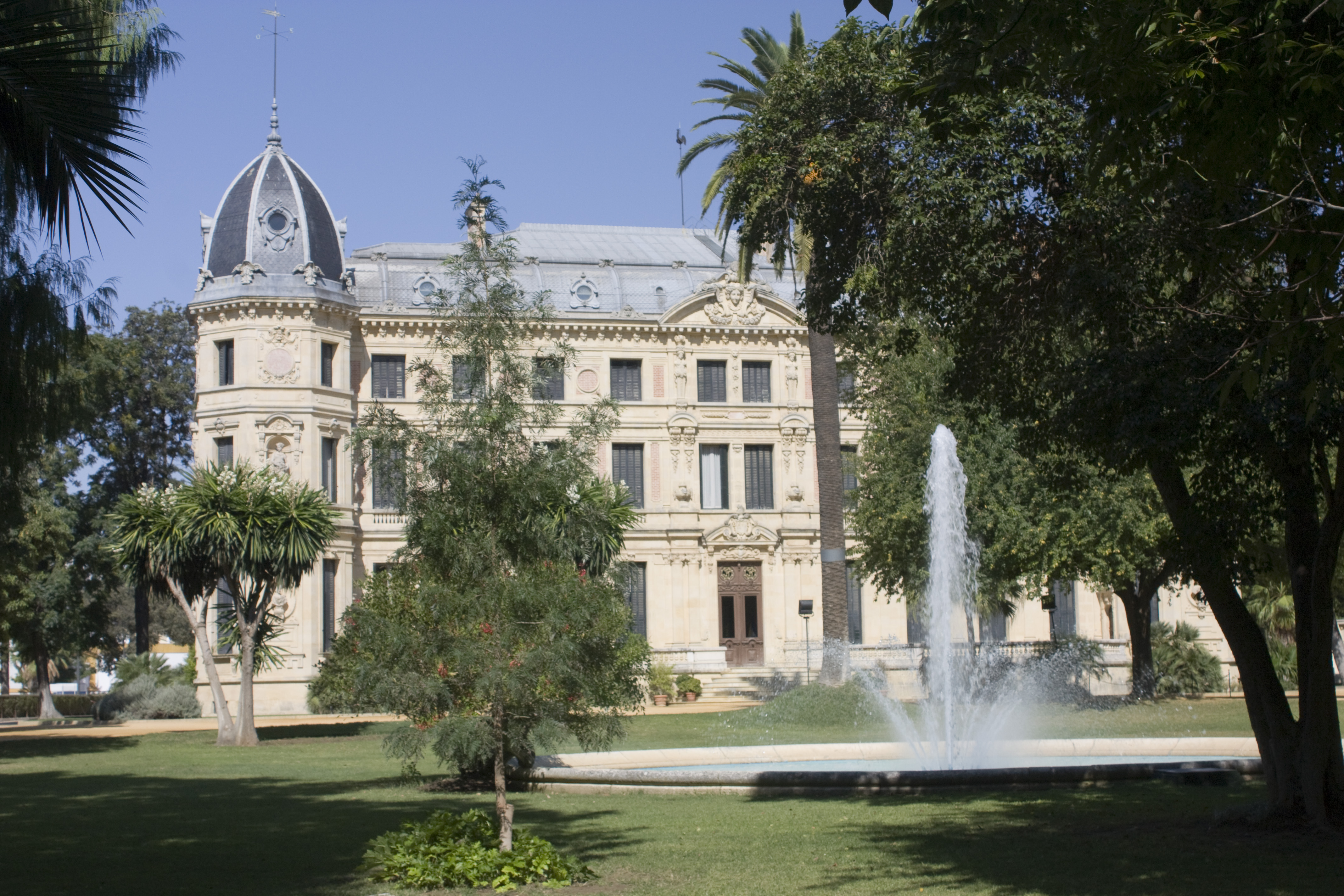
Jardines

Las instalaciones de la escuela están formadas por el Palacio Duque de Abrantes, la guarnicionería, el Museo de Arte Ecuestre, el Museo del Enganche y el picadero cubierto, donde se realizan las exhibiciones de la Escuela y competiciones. Asimismo, cuenta con un aula de formación y con una clínica veterinaria.

### Competiciones
- Concursos Internacionales de doma tres estrellas, puntuables para los Juegos Olímpicos de 2016.[4]
- Copa del Rey de Doma Vaquera[5]

## Personal

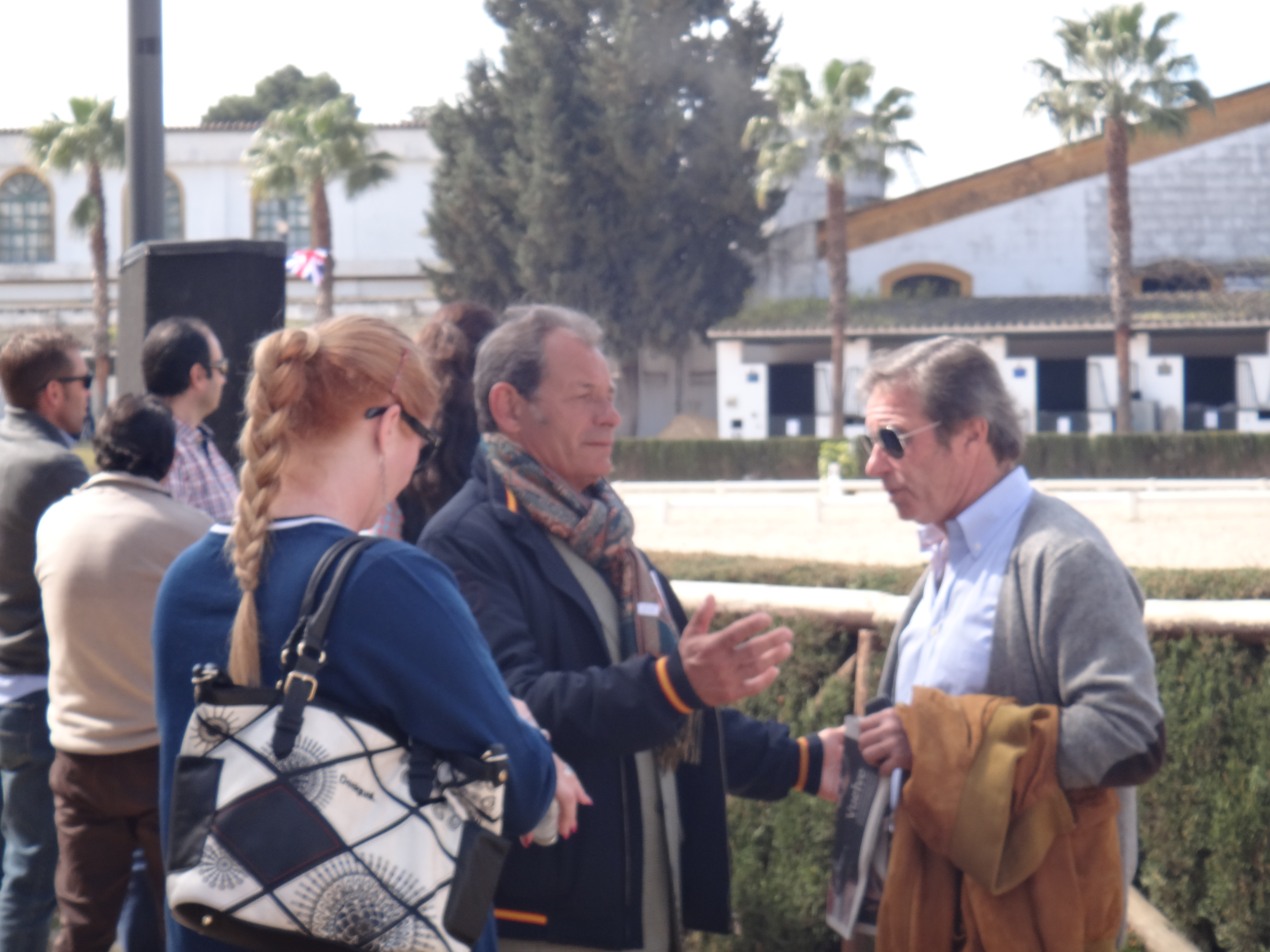
El Medallista Olímpico Rafael Soto Andrade en la Real Escuela Andaluza Arte Ecuestre.

La entidad está dirigida por Rafael Olvera Porcel desde el día 30 de junio de 2023, que sustituye a Jorge Ramos Sánchez (mayo de 2019 a junio de 2023).
Entre sus jinetes históricos destacan Rafael Sotoe Ignacio Rambla, medallistas olímpicos en Atenas en la categoría de doma hípica. La decoración cerámica del picadero es obra de Josefa María Lena de Terry.
En 2019 se reincorpora Álvaro Domecqcomo Director Técnico Honorífico.

## Financiación
Recientemente también está abierta a inversiones privadas y otras vías de ingresos, como la inseminación artificial y los derivados de la cultura ecuestre, aunque todavía no llega a la autofinanciación.

## Formación
La Escuela ofrece cursos para perfeccionar técnica de montar entre otras.

## El espectáculo
El espectáculo Cómo bailan los caballos andaluces lo realizó por primera vez Álvaro Domecq Romero ante el rey, para celebrar el Caballo de Oro que recibió. Y el monarca lo animó a que siguiera con él. Dicho espectáculo recibe unas 150 000 visitas al año, siendo un referente provincial.
El espectáculo, conocido mundialmente, se realiza con caballos y jinetes vestidos con indumentaria del siglo XVIII al son de música interpretada por Luis Cobos y Manolo Carrasco (con voz de Pepe Marín), aunque en 2014 incluirá nuevas piezas de Paco Cepero

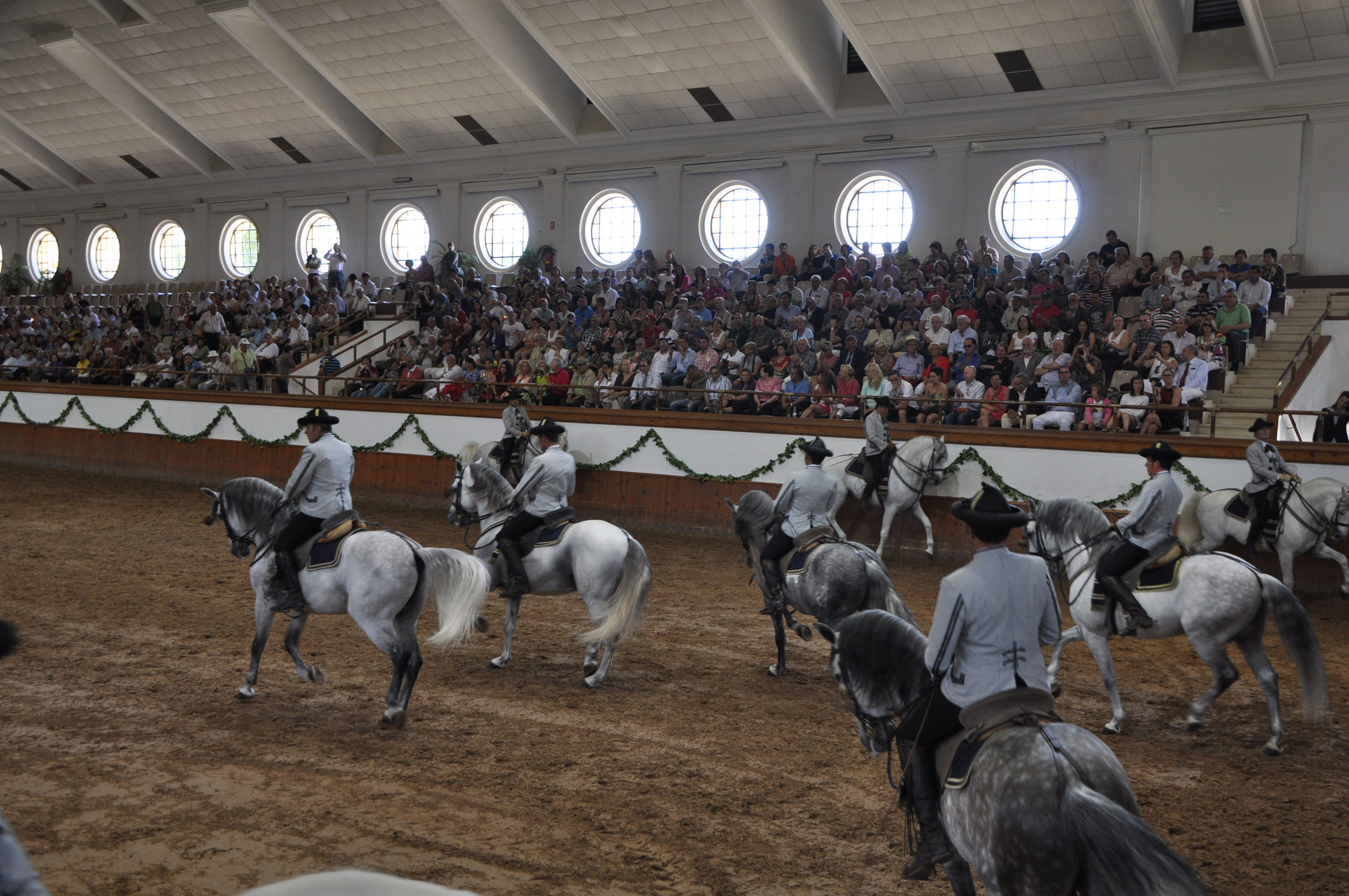
Espectáculo.

Suele constar de las siguientes partes:
1. Cómo se anda en el campo
2. Al son de la garrocha
3. Paso a tres, a dos o a cuatro
4. Trabajos en la mano
5. Fantasía o fantasía olímpica
6. Saltos de escuela
7. Riendas largas
8. Carrusel

La institución se abre en 2012 a colegios y tiene una mascota realizada por Domingo Martínez

## Actividades
Además de su conocido espectáculo, la escuela organiza eventos como el "I Congreso de Guarniciones a la Calesera" en 2018.

## Galería
|  |  |